# Perecoll

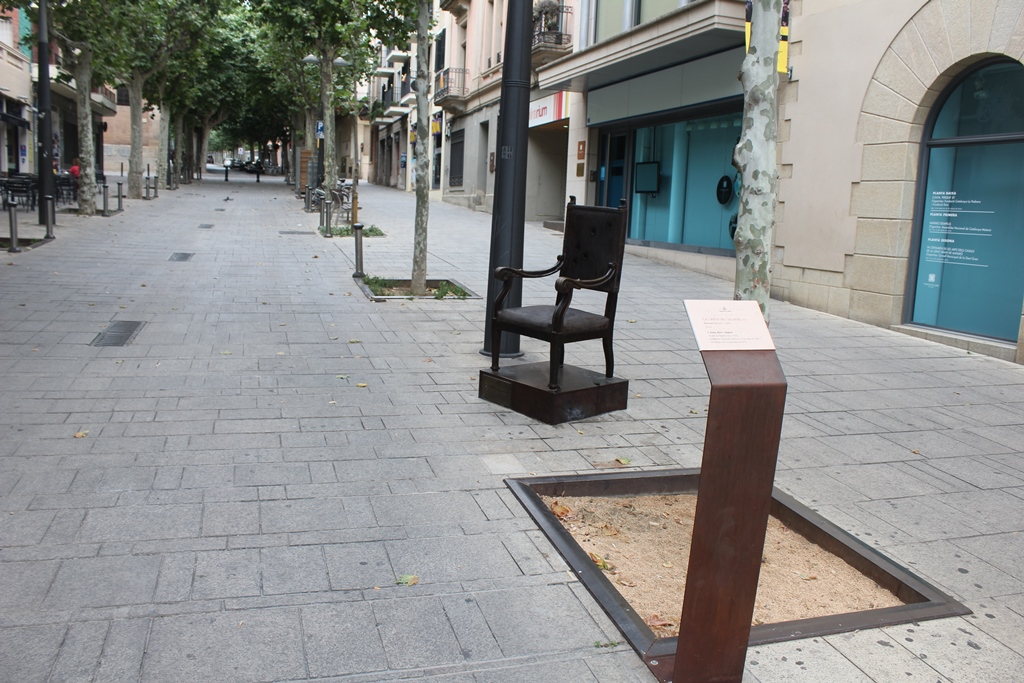
Perecoll: la cadira de l'alcalde. A Josep Abril, alcalde de Mataró - col·locada a la riera de Mataró 2018

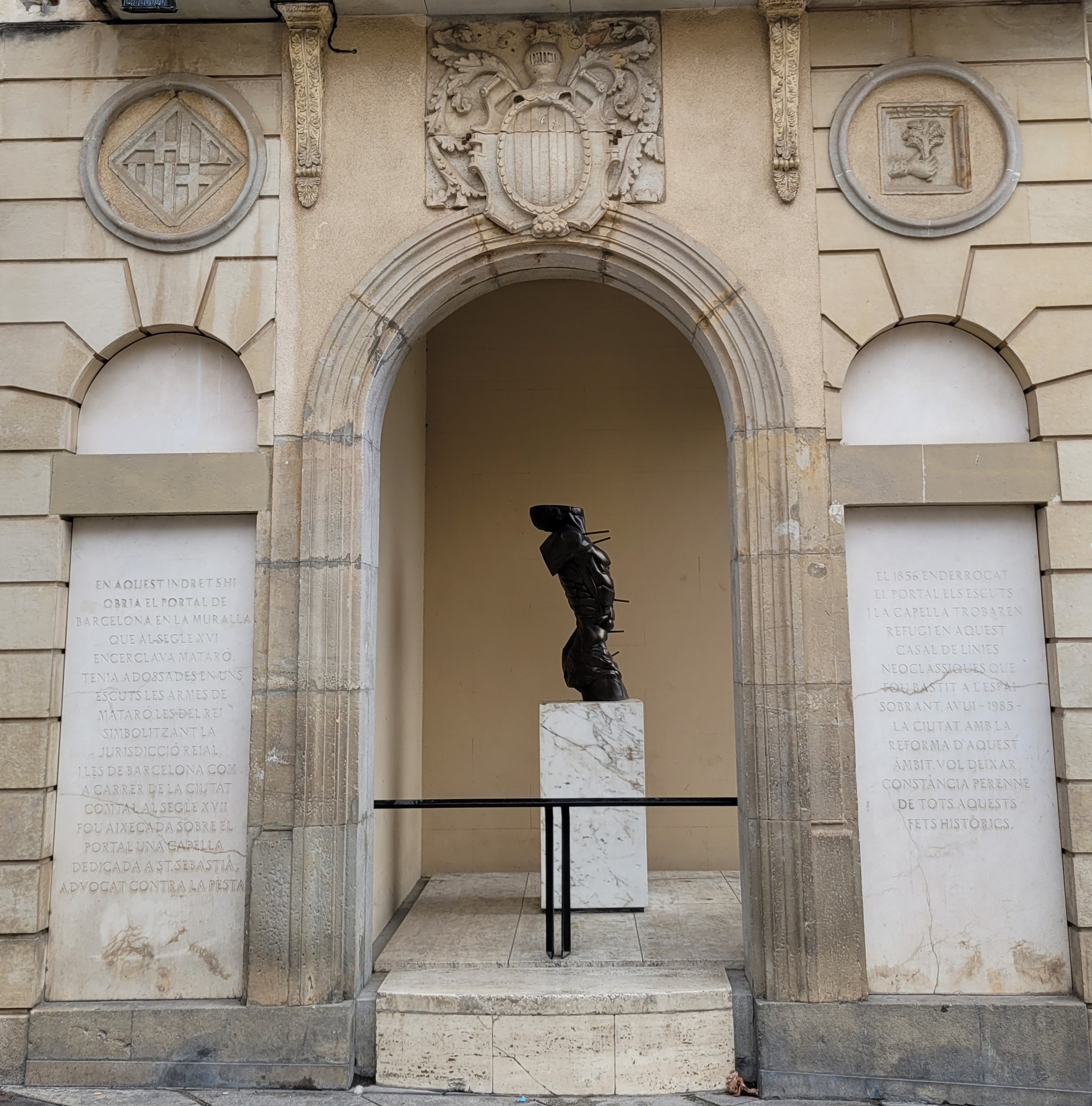
Escultura dedicada a Sant Sebastià a la capella del carrer Barcelona, 2 de Mataró

Pere Coll, conegut com a Perecoll, (Mataró, 1948) és un artista multidisciplinari (escultor, pintor, gravador i dissenyador de joies) de projecció internacional i formació autodidacta. Ha exposat, entre altres llocs, a Brussel·les, Múnic, París, Londres, Miami, Tòquio, Nova York i Ginebra. Escultor d'obres de concepció lumínica, preocupat pels volums, perspectives i profunditats, treballa amb preferència el bronze i la representació lliure del cós humà. En pintura, destaquen les seves elogiades Sèries negres, quadres monocromàtics amb diferents tonalitats del negre, de gran dificultat plàstica i d'un reduccionisme portat a l'extrem però resolt per l'autor de forma excepcional.